# EDID
EDID (zkratka z anglického Extended Display Identification Data, doslova zhruba rozšířená identifikační data displeje) je datová struktura posílaná monitorem do grafické karty pomocí kanálu DDC. Stejně jako samotné DDC je EDID standardizován konsorciem VESA, které standardizovalo i jeho zamýšleného nástupce DisplayID.
Z hlediska nižší úrovně bývá EDID uložen v monitoru v paměti PROM nebo EEPROM a přenos kanálem DDC je fakticky realizován pomocí I2C.
V nejrozšířenějších verzích standardu je blok EDID dlouhý 128 bajtů a obsahuje kromě informací o rozlišení a barevnosti například informace o podpoře VESA DPMS a také informace o výrobci a modelu. Pomocí těchto informací může ovladač grafické karty ze své databáze zjistit o podporovaných režimech detailnější informace, než které jsou obsaženy v EDIDu samotném.